# Социалистическа република Румъния
Социалистическа република Румъния (на румънски: Republica Socialistă România) е официалното наименование на Румъния от 1965 до 1989 г.
От 30 декември 1947 г. до 21 август 1965 г. държавата се нарича Румънска народна република, на румънски: Republica Populară Romînă, а от 21 август 1965 г. до 1989 г. – Социалистическа република Румъния, на румънски: Republica Socialistă România.
Създадена е след края на Втората световна война, когато СССР окупира Кралство Румъния, която по това време е от силите на Оста. На 6 март 1945 г. след масови комунистически демонстрации е създадено просъвестко правителство, с членове на дотогава нелегалната Румънска комунистическа партия. През декември 1947 г. крал Михай I абдикира, след което е провъзгласена Румънската народна република.
В резултат от т.нар. революция от декември 1989 г., диктатурата на Николае Чаушеску е премахната и държавата под името Социалистическа република Румъния се преобразува само в Румъния.

## История
Георге Георгиу-Деж умира през 1965 г. и е наследен от малко известния дотогава Николае Чаушеску. Докато Деж е известен като твърд сталинист, Чаушеску е по-скоро реформаторски политик. Чаушеску приема от Деж политика на по-голяма независимост от Съветския съюз, която става изключително популярна в Румъния. Съветското културно влияние в страната също е намалено.
През 1965 г., следвайки примера на Чехословакия, румънското правителство променя името от Народна република Румъния на Социалистическа република Румъния. На Румънската работническа партия е върнато старото име и тя се преименува на Комунистическа партия на Румъния. В началото на управлението си Чаушеску е много популярен политик. Пазарът се развива и стават възможни по-големи политически свободи. През 1968 г. Чаушеску отказва да участва в нахлуването в Чехословакия и критикува този ход на Варшавския договор. Той все повече укрепва отношенията със западните страни и международните институции, като Международния валутен фонд и Световната банка. Знаково е посещението на френския президент Шарл дьо Гол в Румъния, както и посещението на Ричард Никсън. Следват посещения на Чаушеску в САЩ и Великобритания. По времето на Чаушеску Румъния поддържа добри отношения със Западна Германия, Израел, Китай, Албания и дори Чили. Съветският съюз не подкрепя твърде много тези ходове на Чаушеску.
Чаушеску инициира големи архитектурни проекти по време на управлението си. Той започва с Букурещ, където голяма част от центъра е разрушена, за да се построи големият комплекс Народен дворец (днес Парламент). До революцията от 1989 г. някои сгради, като Националната библиотека и Националният исторически музей, остават недовършени. По това време Букурещ е бързо разрастващ се град и се изграждат нови градски квартали. В края на 70-те години започва изграждането на метрото в Букурещ, като до средата на 1989 г. са изградени 49 km подземна железница. През 1977 г. Букурещ е ударен от разрушително земетресение, при което са повредени много сгради с културно и историческо значение. Повечето сгради обаче не са ремонтирани, а съборени и построени нови. Реставрирани са само обекти с изключително културно значение. От тези години Румъния има ефективна система за електроснабдяване и пренос на енергия, а Букурещ има функциониращо метро. Други градове в страната пък са обогатени с модерни жилищни сгради.
Чаушеску значително увеличава външния дълг на Румъния към западните страни, опитвайки се да завърши големия „Дворец на народа“ и други проекти възможно най-скоро. Това довежда до ограничаване на храните в магазините и консумацията им през 1984 г. Разходът на гориво също е ограничен, въпреки големите мощности на румънската нефтена индустрия. Налице са ежедневни прекъсвания на тока, чиято продължителност е от 1 до 2 часа, тъй като всички налични доставки на електроенергия се използват от заводите за тежка промишленост. Максималното потребление на електроенергия на семейство е 20 kWh. Излъчването на програми по телевизията е ограничено до една, която се излъчва само по два часа на ден. Ограничено е и отоплението на газ в домакинствата и обществените институции.
Поради общата ситуация в Румъния на 15 ноември 1987 г. в Брашов избухва бунт на населението. Бунтът скоро е потушен и голям брой демонстранти са задържани и арестувани. Допълнително възмущение на населението предизвиква пълното изплащане на външния паричен дълг от 11 милиарда долара, което предизвиква недостиг на храни по магазините. С по-нататъшния натиск на Горбачов за промяна в Източния блок, на 11 ноември 1989 г. в Букурещ избухват студентски демонстрации. Демонстрантите са разпръснати, а някои от тях са арестувани. Поради тази ситуация Чаушеску остава без подкрепата на повечето политици, особено след избухването на протести, които ще доведат до неговото падане.

### Румънска революция
Размириците през 1989 г. кулминират в избухването на общо въстание, което завършва с падането на Николае Чаушеску от власт. На 16 декември в Тимишоара избухват демонстрации в подкрепа на дисидента Ласло Токеш. С течение на времето все повече хора се присъединяват към демонстрациите, въпреки намесата на полицията. Докато демонстрациите продължават на следващия ден, полицията открива огън по демонстрантите, убивайки около 100 души. Чаушеску се завръща от посещение в Иран и в публично обръщение към нацията по телевизията той осъжда събитията в Тимишоара, считайки ги за вина на чужди агенти, работещи за подкопаване на суверенитета на Румъния. Обявен е ден на траур. На следващия ден в Букурещ е свикана нова демонстрация. До 21 декември демонстрациите се разпространяват в Сибиу, Букурещ и други градове.
В нощта на 21 декември има големи сблъсъци между тайната полиция и демонстранти по улиците на Букурещ, при които през следващите дни загиват около 1100 души. На 22 декември протестиращи нахлуват в централата на Централния комитет на Комунистическата партия на Румъния. Чаушеску и съпругата му Елена бягат с хеликоптер, който ги оставя в Търговище. Там те са осъдени в изоставено заграждение, след което са разстреляни на 25 декември. Тези събития бележат края на комунистическото управление и провъзгласяването на Република Румъния начело с Йон Илиеску.